# 七七叭叭
七七叭叭是一位來自中國的維吾爾族YouTuber，現居美國。她主要針對中國政治内容和社会事件發表个人見解。在2024年4月25日，她在自己的youtube頻道上发布了一段影片，透露她和家人近期遭到中華人民共和國國家安全部的關注，该部门要求她刪除一个分析“關於習近平對台政策”的影片。
該影片於2024年1月14日發布在YouTuber上，视频中深入分析習近平的對台政策，預測習近平可能會對台灣採取軍事行動。对于安全部的行为，她認為这是在压制她表达其观点的真正目的是”藉此壓制國內反對聲音“，并推動中國走向「北韓化」，建立「習氏王朝」 。七七叭叭对此表示拒絕刪除影片，導致國安部門對她在中國的親屬施加壓力，且对其进行頻繁騷擾，試圖迫使她關閉议论中国话题的頻道。

## 外部連結
- YouTube上的七七叭叭TALK頻道
- 七七叭叭的X（前Twitter）